# Деметріо Нейра
Деметріо Рамос Нейра (ісп. Neyra Ramos Demetrio, 15 грудня 1908, Ліма, Перу — 27 вересня 1957, там само) — перуанський футболіст, що грав на позиції нападника, зокрема, за клуб «Альянса Ліма», а також національну збірну Перу.

## Клубна кар'єра
Відомий за виступами за команду «Альянса Ліма». 

## Виступи за збірну
1927 року дебютував в офіційних матчах у складі національної збірної Перу. Протягом кар'єри у національній команді, яка тривала 4 роки, провів у її формі 3 матчі.
У складі збірної був учасником:
чемпіонату Південної Америки 1927 в Перу, де зіграв з Болівією (3:2) і Аргентиною (1:5), і добув разом з командою «бронзу»;
чемпіонату світу 1930 року в Уругваї, де зіграв в матчах з Румунією (1:3) і з Уругваєм (0:1);

### Статистика виступів за збірну
1. 13 листопада 1927. Ліма, Перу. Перу - Болівія 3:2. Чемпіонат Південної Америки 1927

2. 27 листопада 1927. Ліма, Перу. Перу - Аргентина 1:5. Чемпіонат Південної Америки 1927

3. 14 липня 1930. Монтевідео, Уругвай. Перу - Румунія 1:3. Чемпіонат світу 1930

4. 18 липня 1930. Монтевідео, Уругвай. Перу - Уругвай 0:1. Чемпіонат світу 1930
Помер 27 вересня 1957 року на 49-му році життя.

## Титули і досягнення
- Бронзовий призер Чемпіонату Південної Америки: 1927